# Aarhus Idrætsforening af 1900
Aarhus Idrætsforening af 1900 (i daglig tale kaldet Aarhus 1900 eller 1900) er en af landets største idrætsforeninger med mere end 4.000 medlemmer fordelt på 16 forskellige afdelinger. Flere Aarhus 1900-atleter har gennem årene deltaget i ind- og udland ved både EM, VM og OL. 
Foreningen har hjemsted i Aarhus, og mange af idrætsaktiviteterne foregår i eller omkring Aarhus Stadion og Marselisborgskovene. Den beskæftiger sig med flere forskellige sportsgrene bl.a. atletik/motion, badminton, fodbold, gymnastik, svømning, tennis, triathlon, volleyball. Aarhus 1900 har desuden en række årlige arrangementer; Aarhus Games, Marselisløbet, etc.
Foreningen blev stiftet den 1. juli 1900.
Et klubhus findes i Langenæs Parken.

## Profiler
Foreningens mest kendte navne er:
- Sara Slott Petersen, hækkeløber/sprinter
- Janick Klausen, højdespringer
- Peder Pawel Nielsen, trespringer
- Morten Munkholm, mellemdistanceløber
- Jackie Christiansen, verdensmester i kuglestød for handicappede
- Tine Bach Ejlersen, mangekæmper
- Gert Skals, mangekæmper

## OL-deltagelser
Ved følgende OL har Aarhus 1900 haft deltagelse: 
 1908 London
- Charles Jensen nummer 4 i holdgymnastik
- Ingvardt Hansen nummer 4 i holdgymnastik

 1988 Seoul
- Lars Warming nummer 19 i tikamp

 1992 Barcelona
- Renata Pytelewska Nielsen nummer 11 i længdespring
- Dorthe Rasmussen deltog på 10 0000 meter

 1996 Atlanta
- Jette Ø. Jeppesen nummer 23 i spydkast
- Martin Voss nummer 26 i stangspring
- Renata Pytelewska Nielsen deltog i længdespring
- Gitte Karlshøj deltog på marathon

 2000 Sydney
- Marie Bagger Rasmussen (Bohn) nummer 8 i stangspring
- Joachim B. Olsen nummer 17 i kuglestød

 2004 Athen
- Joachim B. Olsen vandt bronze i kuglestød med resultatet 21,07

 2008 Peking
- Joachim B. Olsen – Kuglestød

 2012 London 
- Sara Slott Petersen – 400 meter hæk
- Jess Draskau-Petersson – Maraton

 2016 Rio
- Sara Slott Petersen – sølvmedalje i 400 meter hæk

## Afdelinger
Aarhus 1900 har en række afdelinger, der fungerer som selvstændige foreninger med vedtægter, regnskaber osv.

### Atletik og Løb
Aarhus 1900 Atletik og Løb – i daglig tale benævnt 1900 AL – er den største af Aarhus 1900's afdelinger. Den blev stiftet samtidig med Aarhus 1900 og holder til i Aarhus Atletik- og Løbeakademi, Havreballe skovvej 11 i Aarhus. Foreningen rummer alt fra sandkasseatletik,  eliteudøvere og løbe hold for alle aldre. Klubben har gennem tiden vundet 2 OL medaljer og haft 4 OL finalister.

### Fodbold
Afdelingen hedder Aarhus 1900 Fodbold.

### Gang og motion
Aarhus 1900 Gang & Motion er en lille, selvstændig afdeling, der primært beskæftiger sig med stavgang, mens der i vinterhalvåret afholdes gymnastikarrangementer. 
Afdelingen havde stiftende generalforsamling den 18. januar 2005.

### Gymnastik og dans
Aarhus 1900 Gymnastik & Dans tilbyder udover klassiske gymnastikdiscipliner også parkour og salsation.

### Inlinere
I Aarhus 1900 Inlinere løber man på inline rulleskøjter på asfalt og banked track.

### Mountainbike
Aarhus 1900 MTB er en mountainbikeklub for motionister og bredderyttere. Foreningen har klubhus på Observatoriestien 1 i Aarhus.

### Old Boys
I Aarhus 1900 Old Boys dyrker man gymnastik, atletik og boldspil. Klubben henvender sig til mænd over 30 år.

### Orienteringsløb
I Aarhus 1900 Orientering, i daglig tale 1900 Orientering, løber man orienteringsløb. 
Afdelingen blev stiftet i 1943. Klubhuset "Grumstolen", er placeret i det sydlige Højbjerg på Grumstolsvej 48.

### Seniorpetanque
I Aarhus 1900 Seniorpetanque spiller man petanque. Medlemmerne er pensionister og efterlønnere. Foreningen blev stiftet i 2003.

### Skater hockey
Aarhus 1900 Skater Hockey med tilnavnet Aarhus Smileys.

### Svømning
Aarhus 1900 Svømning tilbyder svømning for motionister og elite i tre af Aarhus' svømmehaller.

### Tennis
Aarhus 1900 Tennis tilbyder sine medlemmer at spille tennis indendørs og udendørs.

### Triatlon
I Aarhus 1900 Triathlon dyrker man triatlon, dvs. svømning, cykling og løb. Klubben har både motionister og elite. Foreningen har klubhus på Observatoriestien 1 i Aarhus.

### Volleyball
I Aarhus 1900 Volleyball spiller man volleyball.

### Ældreidræt
Ældreidræt tilbyder løb, gang, svømning og gymnastik til seniorer, efterlønnere og pensionister.